# Металлургический комбинат
Металлургический комбинат — предприятие (комбинат) металлургии, завод с полным металлургическим циклом производства. Горно-металлургический комбинат — предприятие как по добыче, так и по переработке рудных ископаемых.
Металлургические комбинаты обеспечивают металлом и готовыми металлоизделиями все остальные отрасли промышленности, в том числе тяжёлое и точное машиностроение, строительную индустрию, оборонную промышленность и вообще все предприятия, имеющие в качестве сырья металлы.
С конца XX века ассортимент производимого металла и первичных изделий из него с каждым годом расширяется, в связи с возрастающими требованиями к качеству металла, а удельный вес традиционных для чёрной металлургии изделий сокращается; всё большую долю занимает металл «под заказ» со специфическими требованиями.
Металлургическая отрасль относится к важнейшим в народно-хозяйственном комплексе.
Находясь в начале долгой цепочки по превращению рудного материала в конкретные изделия из металла, металлургические комбинаты являются основой экономики любого высокоразвитого государства, притом что металлоёмкость таких основных потребителей, как транспорт, добыча полезных ископаемых и выработка электроэнергии, строительство, станкостроение, военная промышленность, сохраняется высокой даже в условиях бурного развития высоких технологий.
Металлургический комбинат в применении к чёрной металлургии объединяет три основных производства полного цикла — доменное, сталеплавильное и прокатное. Цветная металлургия определяет структуру комбината соответственно разнообразию получаемых металлов — алюминия, меди, никеля, хрома, титана, свинца и проч. (в то же время производства, занимающиеся получением радиоактивных элементов, именуются, как правило, горно-химическими).

## Структура
Типичная структура основного производства комбината чёрной металлургии:
- Доменный цех, воздуходувка;
- Сталелитейное производство (мартеновское, конвертерное);
- Службы, занимающиеся подготовкой шихты и отвозом шлака;
- Прокатный цех;
- Литейный цех;
- Центральная заводская лаборатория и ОТК.

Кроме того, на металлургических комбинатах формируются обслуживающие основное производство подразделения, таковым могут быть:
- Электростанция, теплостанция, система распределения энергии;
- Кислородный завод, компрессорная станция;
- Крупные ремонтные подразделения (футеровка печей, прокатные вальцы — «расходный материал» металлургии, имеющий вполне определённый срок службы до замены);
- Газовое хозяйство;
- Транспортные подразделения (например, внутризаводская железная дорога может иметь больше сотни только собственных локомотивов);
- Отделы внутризаводской связи, КИП и А, АСУТП, АСУП.

Непроизводственные подразделения, характерные для предприятий соответствующего масштаба — отдел сбыта, бухгалтерия, плановый отдел, подразделения по проектированию и подготовке новых производств, пожарная охрана, гражданская оборона, медицинская служба, служба охраны окружающей среды, социально-бытовые, жилищно-коммунальные службы, организация питания, строительная база.
Для горно-металлургического комбината добавляются отделения добычи и подготовки сырья — карьер или рудник, обогатительная фабрика.
Комбинат цветной металлургии может включать в себя обширные химические производства — как для подготовки сырья, так и для разделения и очистки конечного продукта; электролизные цеха для получения алюминия, никеля, титана и др., электролитического рафинирования (например, меди). Состав оборудования меняется как от вида конечного продукта, так и от свойств руды конкретного месторождения и применённой технологии её переработки. Как правило, цветная металлургия весьма электроэнергоёмка: для всего объёма продукции могут применяться электролиз, электроплавка в вакууме или инертной атмосфере. В этом случае электрическое хозяйство усложняется за счёт мощных преобразователей для питания установок. Отходы цветной металлургии содержат широкий спектр тяжёлых металлов, мышьяк, соединения серы и др. и требуют специальных утилизационных производств и изолированных хранилищ, также входящих в состав комбината.

## Производственный процесс
Основные производственные циклы:
- производство металлов из природного сырья и других металлсодержащих продуктов;
- получение сплавов;
- обработка металлов в горячем и холодном состоянии (изготовление металлопроката);

Основные инструменты:
- Коксовая батарея
- Доменная печь
- Мартеновская печь
- Конвертерное производство (Бессемеровский процесс, Томасовский процесс)
- Прокатный стан
- Металлургический кран

## История
Понятие «комбинат» сформировалось в период индустриализации СССР и в связи с этим трактуется обычно шире, чем просто «завод полного цикла». Масштабы планируемого производства, количество потребной рабочей силы влекли за собой возведение рядом со строящимся комбинатом поселения масштабов города, все сферы жизни которого определялись нуждами и возможностями «градообразующего предприятия». Возведение подобного предприятия близ существующего крупного населённого пункта, как правило, невозможно из-за удалённости от сырья и крайней экологической вредности производственного процесса.
Первым металлургическим комбинатом, построенным в СССР «с нуля», по-видимому, следует считать Новокузнецкий, первые решения по которому относятся ещё к 1920-м годам. Другие комбинаты были либо сформированы на основе существовавших ранее металлургических производств, либо заложены позднее на основе вновь разведанных месторождений. Как ещё одна масштабная стройка того времени часто упоминается Магнитогорский металлургический комбинат. Из первых крупных строек цветной металлургии нужно отметить Норильский горно-металлургический комбинат, построенный за Полярным кругом силами заключённых.
На строительстве первых советских комбинатов обширно использовалась дешёвая рабочая сила — от наёмных разнорабочих из обнищавшего крестьянства до заключённых ГУЛАГа. Из-за нехватки инженерных и научных кадров проектирование производства и надзор за строительством, поставка многих наиболее сложных агрегатов выполнялись американскими, немецкими, британскими фирмами с оплатой в твёрдой валюте. По возможности проводились стажировки отечественных специалистов за рубежом.
В целом к началу Великой Отечественной войны металлургическая отрасль СССР была уже сформирована, однако немалая часть предприятий была возведена в юго-западной и центральной части страны, и в ходе войны многие металлургические заводы Украины и центральной России были разрушены или сильно пострадали (в том числе уничтожались при отступлении враждующих армий). После войны была развёрнута обширная кампания «за восстановление довоенного уровня металлургического производства», приведшая к новому притоку рабочей силы на восстанавливаемые объекты. К началу 50-х годов довоенные объёмы выплавки чугуна и стали были восстановлены, началось строительство новых мощностей. Помимо традиционных основных потребителей — машиностроения и транспорта, появился новый — массовое железобетонное и металлокаркасное строительство.
Послевоенное развитие цветной металлургии во многом определилось военными нуждами — как увеличением производства конструкционных алюминия и титана, так и необходимостью создания ядерного оружия. В то же время росло использование конструкционного алюминия в народном хозяйстве, развивались электроэнергетика, электротехника, электроника, требующие миллионов километров проводов.
Следующий скачок в развитии крупных металлургических производств произошёл в 1970-х годах и связан как с увеличением потребности в металле (интенсификация машиностроения; «гонка вооружений»), так и с изменениями в самой отрасли (устаревание и выработка ресурса прежнего оборудования; увеличение доли легированных сталей и улучшенных чугунов; требование большей эффективности производства), и с освоением рудных и энергетических ресурсов Сибири (алюминиевые заводы в сочетании с питающими их гигантскими ГЭС; доступность природного газа и углей). В то же время вопросы экологии производства по прежнему не решаются.
С распадом СССР металлургические комбинаты сменяли владельцев, реструктуризировались, но само производство большей частью сохранилось. Металл и прокат пользуются устойчивым спросом и на внутреннем, и на внешнем рынке, и металлургические предприятия полного цикла в богатой ресурсами стране продолжают работать даже на фоне общего спада. Характерным можно назвать сосредоточение в одних руках металлургических и соответствующих им горно-обогатительных предприятий, даже территориально разнесённых. Провозглашается большее внимание к экологии, но давление на среду по-прежнему не ослабло. Растёт доля новых и качественных сталей и сплавов; в то же время упадок машиностроения, науки, военной промышленности оказывает на металлургическую отрасль обратное влияние. Изменение структуры спроса приводит к закрытию крупных подразделений, сделавшихся нерентабельными с учётом дорогостоящего периодического ремонта.

## Проблемы экологии
Сегодня, когда экологические проблемы становятся более актуальными, недостаточно просто компенсировать финансовыми затратами вредные выбросы. Политика в области менеджмента окружающей среды стала одним из важнейших факторов, определяющих репутацию предприятия. Мировое сообщество рассматривает любой ущерб окружающей среде как упущение в качестве работы предприятия.
Например, на металлургическом комбинате («Северсталь») 67 % образующихся отходов утилизируется, около 30 % направляется в отвалы и накопители, 3 % передаётся для использования.
Существует сертификация соответствия подобных предприятий в сфере экологии стандарту ISO 14001:1996 (системы менеджмента качества, менеджмента окружающей среды).